# آرسنات سدیم
آرسنات سدیم (نام علمی: Sodium arsenate) با فرمول شیمیایی NaH2AsO4 یک ترکیب شیمیایی است. شکل ظاهری این ترکیب، جامد بی‌رنگ است.